# Un borghese piccolo piccolo
Un borghese piccolo piccolo is een Italiaanse film van Mario Monicelli die werd uitgebracht in 1977.
Het scenario is gebaseerd op de gelijknamige roman (1976) van Vincenzo Cerami. 
De film werd opgenomen in de lijst van 100 film italiani da salvare.

## Verhaal
De kleinburger Giovanni Vivaldi werkt als bediende in de openbare sector in Rome. Heel zijn leven al verdeelt de bescheiden en zachtzinnige Giovanni zijn tijd over zijn werk en zijn familie. Als gevorderde vijftiger zal hij binnen afzienbare tijd met pensioen gaan.
Samen met zijn vrouw Amalia hoopt hij dat zijn zoon Mario, een niet al te snuggere en luie jongeman die net is afgestudeerd als boekhouder, een job op dezelfde dienst zal krijgen. Om dit gedaan te krijgen gaat hij favoritisme en vriendjespolitiek niet uit de weg. Hij is zelfs bereid zich als overtuigd katholiek aan te sluiten bij de loge.
Op de morgen van het toelatingsexamen komen Giovanni en Mario echter toevallig terecht midden in een schietpartij aangericht door bankovervallers. Hierbij komt Mario om het leven. Bij Giovanni slaan de stoppen door. Hij neemt het recht in eigen handen om de moordenaar te vatten en te straffen en zo de dood van zijn zoon te wreken.

## Rolverdeling
| Acteur            | Personage                             |
| ----------------- | ------------------------------------- |
| Alberto Sordi     | Giovanni Vivaldi                      |
| Shelley Winters   | Amalia Vivaldi, de vrouw van Giovanni |
| Romolo Valli      | dokter Spaziani                       |
| Vincenzo Crocitti | Mario Vivaldi, de zoon van Giovanni   |
| Enrico Beruschi   | de bediende                           |
| Renato Scarpa     | de priester                           |
| Pietro Tordi      | het hoofd van de loge                 |